# Lénárd Lajos
Lénárd Lajos (Kalocsa, Fajsz, 1975. május 2. –) magyar naturál testépítő és rendőr. Ötszörös Super Body bajnok, kétszeres Super Body abszolút bajnok, WABBA-világbajnok, NAC-világbajnoki II. helyezett, IFBB magyar bajnok, IFFB-világbajnoki II. helyezett, INBA magyar bajnok, INBA-világbajnoki II. helyezett.
Lénárd Lajos Magyarországon egyike annak a maroknyi "life time natural" testépítőnek, akik genetikai adottságaiknak, valamint hihetetlen akaraterejüknek  köszönhetően versenyeken is eredményesen szerepelnek. A súlyzós edzéssel 1990-ben ismerkedett meg, korábban focizott. A testépítést 2001 óta űzi versenyszerűen, és bebizonyította, hogy "anyag" nélkül is elérhető  ez a rá igencsak jellemző hihetetlen szárazság. Keskeny derekának és kiváló arányainak köszönhetően a hazai versenyek "athletic"  kategóriájának ikonjává vált.
Polgári foglalkozása rendőr.
Öccsei szintén testépítők: Lénárd Gábor és Lénárd Tamás.

## Versenyeredmények
1998. Nem került döntőbe.
2001. Superbody Újonc kategóriában: III. hely
2002. Superbody Open kategóriában: IV. hely
2003. Superbody Open kategóriában: V. hely
2003. Bajnokok Éjszakája - 75& kg alatti kategória: III. hely
2004. Superbody Open kategóriában: V. hely 
2006. Superbody Athletic Abszolút: I. hely
2007. MD Kupa. 75 kg alatti kategória: I. hely
2007. Euro Fitness Kupa - Újonc kategória: I. hely
2007. Superbody Kupa - Újonc kategória: III. hely
2007. Infernó Trófea - Újonc kategória: I. hely
2007. Superbody Athletic Abszolút : I. hely
2007. Stongmans & Bodybuilders Show - Naturál kategória: I. hely 
2007. Aréna kupa – 75 kg alatti kategória: II. hely
2007. Év naturál testépítője cím
 2008. Dunakanyar Kupa - 70 kg alatti kategória: I. hely
2008. Dunakanyar Kupa Abszolút: I. hely 
2008. Superbody Athletic Abszolút : I. hely
2008. Mr. Zsaru – 175 cm alatti kategória: I. hely
2008. Év sportembere cím
2009. Dunakanyar Kupa -85 kg kategória: I. hely
2009. Bodysport Kupa - Klasszikus Testépítés: I. hely
2009. Wabba Vb válogató - Men Body Fitness kategória: I. hely
2009. Wabba Vb válogató - Small Body kategória: I. hely                                              
2009. Superbody Athletic Abszolút : I. hely
2009. WABBA Világbajnok - Men Body Fitness: I. hely
2009. Bajnokok Éjszakája Abszolút: III. hely
2009. NAC Universe - Athletic kategória: II. hely               
2010. IFBB Magyar bajnokság – Klasszikus Testépítés: I. hely
2010. Superbody Athletic Abszolút: I. hely 2010. IFBB Világbajnokság - Klasszikus Testépítés: II. hely
2010. IFBB Világbajnokság - II. hely
2012. INBA Világbajnokság - II. hely
2012. Pro Nutrition GP - 70 kg: I. hely
2012. Dunakanyar Kupa -70 kg: I. hely
2012. BodySport Kupa - I. hely
2012. Superbody Athletic kategória: II. hely
2012. Superbody Athletic Abszolút II. hely
2012. INBA Európa-bajnokság – 170 cm: I. hely
2013. Pro Nutrition GP - 70 kg: I. hely
2013. BodySport Kupa - I. hely
2013. Superbody Athletic kategória II. hely
2013. Superbody Athletic Abszolút III. hely
2013. Hercules Cup - 70 kg: I. hely
2013. Hercules Cup - Abszolút bajnoki cím
2016. INBA Hungary Grand Prix - Masters40: I. hely
2016. INBA Hungary Grand Prix - Open 170: I. hely
2016. INBA/PNBA világbajnokság - II. hely
2016. Krypta Trófea - Masters kategória: I. hely
2016. Krypta Trófea - Athletic kategória: I. hely
2016. Krypta Trófea - Abszolút Bajnok
2017. 2016 Év Testépítője cím

## Fontosabb eredményei
- MD Kupa Győztes
- Euro Fitness Kupa Győztes
- Infernó Trófea Bajnok
- Natural Stongmans & Bodybuilders Show Győztes
- 3-szoros Dunakanyar Kupa Győztes
- Dunakanyar Kupa Abszolút Bajnok
- Szuperkupa Győztes
- 3-szoros Bodysport Kupa Győztes
- Mr. Zsaru
- 5-szörös Superbody Bajnok
- 2-szeres Superbody Abszolút Bajnok
- WABBA Világbajnok
- NAC Világbajnoki II. helyezett
- IFBB Magyar Bajnok
- IFBB Világbajnoki II. helyezett
- 2-szeres INBA Magyar Bajnok
- 2-szeres INBA Világbajnoki II. helyezett
- INBA Európa-bajnok
- 2-szeres Pro Nutrition GP győztes
- Hercules Cup Abszolút Bajnok
- Krypta Trófea Abszolút Bajnok